# Catherine Houseaux
Catherine Houseaux (* 1. Dezember 1964) ist eine ehemalige französische Triathletin, die vorwiegend auf der Langdistanz aktiv ist.

## Werdegang
1994 wurde sie Vize-Staatsmeisterin auf der Triathlon-Langdistanz und sie konnte zwischen 1995 und 2002 viermal den dritten Rang bei der französischen Staatsmeisterschaft belegen.
Im August 1997 und erneut 2003 konnte Catherine Houseaux den Embrunman in den französischen Alpen gewinnen – es gilt mit etwa 5000 Höhenmetern auf der Raddistanz als eines der schwierigsten Langdistanz-Rennen weltweit.
2005 erreichte Catherine Houseaux beim Ironman France in Nizza den zweiten Rang.

2014 konnte sie sich zum vierten Mal für einen Startplatz beim Ironman Hawaii im Oktober qualifizieren, beendete das Rennen erfolgreich als viertschnellste Französin und belegte den vierten Rang in der Kategorie der Frauen 50–54.
Bei der Weltmeisterschaft auf der Langdistanz wurde sie im Juni 2015 Zweite in der Altersklasse 50–54.
Im September 2016 wurde sie bei der Challenge Walchsee-Kaiserwinkl Vize-Europameisterin auf der Triathlon-Halbdistanz in der Altersgruppe 50–54.
Beim Ironman France 2018 in Nizza belegte die 53-Jährige im Juni den zwölften Rang.
Houseaux startete für den Verein Triathlon Manosque und seit 2016 für Triathl'Aix.
Seit 2018 tritt Catherine Houseaux nicht mehr international in Erscheinung.

## Sportliche Erfolge
| Datum/Jahr   | Rang | Wettbewerb                                                | Austragungsort | Zeit     | Bemerkung |
| ------------ | ---- | --------------------------------------------------------- | -------------- | -------- | --- |
| 4. Sep. 2016 | 2    | ETU Middle Distance Triathlon European Championship 50-54 | Walchsee       | 05:00:18 | bei der Europameisterschaft auf der Halbdistanz im Rahmen der Challenge Walchsee-Kaiserwinkl Zweite in der Altersgruppe 50-54 der Frauen |
| 3. Juni 2001 | 3    | Marseille International Triathlon                         | Marseille      | 02:27:30 | |

| Datum/Jahr    | Rang | Wettbewerb                                           | Austragungsort    | Zeit     | Bemerkung |
| ------------- | ---- | ---------------------------------------------------- | ----------------- | -------- | --- |
| 24. Juni 2018 | 12   | Ironman France                                       | Nizza             | 10:31:34 | |
| 6. Juli 2015  | DNF  | Ironman Vichy                                        | Vichy             | –        | |
| 27. Juni 2015 | 2    | ITU Long Distance Triathlon World Championship 50-54 | Motala            | 06:43:47 | Triathlon-Weltmeisterschaft auf der Langdistanz – Zweite in der Altersklasse 50-54                                                                                            |
| 11. Okt. 2014 | 138  | Ironman Hawaii                                       | Hawaii            | 11:10:29 | Vierter Rang W50-54 |
| 6. Apr. 2014  | 13   | Ironman South Africa                                 | Port Elizabeth    | 10:55:55 | |
| 28. Juli 2013 | 26   | Ironman Switzerland                                  | Zürich            | 10:51:51 | |
| 1. Juni 2013  | 3    | ITU Long Distance Triathlon World Championship 45-49 | Belfort           | 05:24:46 | 3. Rang in der Altersgruppe 45-49 der Frauen bei 31 Starterinnen; wegen kalter Witterung wurde das Rennen als Duathlon (9,5 km Lauf; 87 km Radfahren; 20 km Lauf) ausgetragen |
| 19. Mai 2013  | 11   | FRA Long Distance Triathlon National Championships   | Frankreich        | 05:17:15 | |
| 13. Okt. 2012 | 160  | Ironman Hawaii                                       | Hawaii            | 11:11:31 | 12. Rang in der Altersklasse 45-49 |
| 24. Juni 2012 | 9    | Ironman France                                       | Nizza             | 10:33:13 | Siegerin der AK 45-49 |
| Okt. 2010     |      | Ironman Hawaii                                       | Hawaii            | 10:49:46 | AK 45-49 |
| 25. Apr. 2010 |      | Ironman South Africa                                 | Port Elizabeth    | 10:33:32 | AK 45-49 |
| 23. Mai 2009  | 9    | Ironman Lanzarote                                    | Puerto del Carmen | 10:56:36 | [ 2 ] |
| 22. Juni 2008 | 11   | Ironman France                                       | Nizza             | 10:47:51 | |
| 15. Aug. 2008 | 4    | Embrunman                                            | Embrun            | 12:45:13 | [ 3 ] |
| 15. Aug. 2006 | 4    | Embrunman                                            | Embrun            | 12:31:13 | |
| 15. Okt. 2005 | 41   | Ironman Hawaii                                       | Hawaii            | 11:07:17 | |
| 19. Juni 2005 | 2    | Ironman France                                       | Nizza             | 10:35:31 | zweiter Rang hinter der Niederländerin Mariska Kramer |
| 25. Juli 2004 | 6    | Ironman Switzerland                                  | Zürich            | 09:59:12 | persönliche Bestzeit auf der Ironman-Distanz (3,86 km Schwimmen, 180,2 km Radfahren und 42,195 km Laufen)                                                                     |
| 15. Aug. 2003 | 1    | Embrunman                                            | Embrun            | 11:55    | |
| 22. Sep. 2002 | 25   | ITU Long Distance Triathlon World Championships      | Nizza             | 08:00:35 | |
| 2002          | 2    | Embrunman                                            | Embrun            | 12:04:00 | |
| 2002          | 3    | FRA Long Distance Triathlon National Championships   | Cublize           |          | |
| 2001          | 3    | Embrunman                                            | Embrun            | 12:20:13 | |
| 2000          | 3    | Embrunman                                            | Embrun            | 12:47:50 | |
| 1997          | 1    | Embrunman                                            | Embrun            | 12:40:00 | |
| 1997          | 3    | FRA Long Distance Triathlon National Championships   | Saint-Jean-de-Luz |          | |
| 23. Juni 1996 | 3    | FRA Long Distance Triathlon National Championships   | Perros-Guirec     | 07:26:20 | |
| 1995          | 3    | FRA Long Distance Triathlon National Championships   | Lac de Vouglans   |          | |
| 1994          | 2    | FRA Long Distance Triathlon National Championships   | Val-de-Reuil      |          | |

(DNF – Did Not Finish)